# Emil Niculescu
Emil Niculescu (12 giugno 1932 – 6 agosto 2014) è stato un cestista rumeno.

## Carriera
Con la Romania ha disputato cinque edizioni dei Campionati europei (1955, 1957, 1959, 1961, 1963).